# Thomas Fuchsberger
Thomas-Michael Fuchsberger (* 5. August 1957 in München; † 14. Oktober 2010 in Kulmbach) war ein deutscher Musiker, Komponist, Regisseur, Fotograf und Autor.

## Leben
Thomas Fuchsberger kam 1957 als Sohn des Schauspielers Joachim Fuchsberger und dessen zweiter Ehefrau, der Schauspielerin Gundula Korte, in München zur Welt. Er studierte nach dem Abitur ab 1977 am Richard-Strauss-Konservatorium München Musik. Von dort wechselte er 1979 an das Berklee College of Music in Boston. In dieser Zeit entstanden erste Schallplattenaufnahmen in Nashville. Daneben arbeitete er seit den 1970er Jahren als freier Fotograf für in München erscheinende Boulevardzeitungen wie tz, Abendzeitung und Bild.
Einem breiten Publikum in Deutschland wurde er durch seine Teilnahmen am deutschen Vorentscheid zum Eurovision Song Contest 1981 bekannt. Er trug hier als Sänger das Lied Josephine vor, wobei er die Musik selbst komponiert und sein Vater den Text beigesteuert hatte. Das Lied belegte in der Abstimmung den siebten von insgesamt zwölf Plätzen. Im Folgejahr nahm er erneut am deutschen Vorentscheid teil. Für die Sendung Ein Lied für Harrogate komponierte er das Lied Ich würde gerne bei Dir sein, dessen Text ebenfalls von seinem Vater stammte. Das von Sänger Jürgen Marcus vorgetragene Lied landete in der Endabstimmung auf dem fünften Platz. Insgesamt veröffentlichte Fuchsberger 35 Singles, darunter im Jahr 1984 als Leadsänger der Gruppe TMF und als Teil des Duos Patto den Top-Ten-Hit Black & White, sowie zehn Langspielplatten/CDs.
Darüber hinaus arbeitete er als Filmkomponist für Fernsehserien wie Großstadtrevier und Ein Schloß am Wörthersee oder Unterhaltungssendungen wie Pssst … Weiterhin trat er als Komponist für Werbefilme in Erscheinung. Hier zählten Kraft Foods, die Kosmetikfirmen Astor und L’Oréal sowie die Automobilhersteller Daimler und BMW zu seinen Kunden. 2008 veröffentlichte er nach einer mehrjährigen musikalischen Pause die Musik-CD Gefühlsecht.
Für die Fernsehreihe Terra Australis, in der sein Vater dem Fernsehpublikum seine zweite Wahlheimat vorstellte, schrieb Thomas Fuchsberger ebenfalls die Filmmusik. Zudem arbeitete er bei dieser Produktion als Standfotograf und führte bei einigen der 21 Folgen Regie. Für das aus dieser Serie hervorgegangene Buch In 47 Tagen rund um Australien zeichneten Vater und Sohn Fuchsberger gemeinsam als Autoren verantwortlich, die Fotos des Buches stammten von Thomas Fuchsberger.
Weitere Buchpublikationen von Thomas Fuchsberger standen im Zusammenhang mit seiner Diabeteserkrankung, unter der er seit 1977 litt. Seine Erfahrungen mit der Krankheit und seine Reiseerlebnisse flossen auch in mehrere Kochbücher für Diabetiker ein. Ab 2002 moderierte er beim Fernsehsender RTL II die Fernsehsendung X-Faktor: Wahre Lügen.
Aus einer geschiedenen Ehe stammen zwei erwachsene Kinder. In seinen letzten Lebensjahren lebte Fuchsberger mit der Schauspielerin Cornelia Corba zusammen. Er ertrank am 14. Oktober 2010 im Mühlbach in Kulmbach – wahrscheinlich wegen eines Schwächeanfalls infolge einer Hypoglykämie. Seine letzte Ruhestätte befindet sich auf dem Waldfriedhof des Münchener Vorortes Grünwald.

## Veröffentlichungen (Auswahl)

### Langspielplatten/CDs
- Glaub an Dich selbst
- PATTO
- Valet Parking
- Trouble Boys I & II
- Mondo Tiziano
- Gefühlsecht

### Bücher
- mit Joachim Fuchsberger: In 47 Tagen rund um Australien. Heyne, München 1997, ISBN 3-453-12920-2.
- mit Martin Bräuer und Walter Cimbal: Feine Küche für Diabetiker. Zabert Sandmann, München 1999, ISBN 3-932023-32-3.
- mit Martin Bräuer und Walter Cimbal: Feinschmeckerküche für Diabetiker. Zabert Sandmann, München 2005, ISBN 3-89883-149-3.
- Zucker – na und? Mein Leben mit Diabetes. Redline, Heidelberg 2007, ISBN 3-636-01525-7.